# Chlorochaeta longipennis
Chlorochaeta longipennis är en fjärilsart som beskrevs av W. Warren 1904. Chlorochaeta longipennis ingår i släktet Chlorochaeta och familjen mätare. Inga underarter finns listade i Catalogue of Life.